# France Médias Monde
A France Médias Monde (em português: França Média Mundo) é uma holding estatal francesa que supervisiona e coordena as actividades das principais organizações públicas de comunicação social que emitem ou publicam internacionalmente a partir de França.
As filiais da empresa são as emissoras de rádio Rádio França Internacional (RFI) e Monte Carlo Doualiya (MCD), e a emissora de televisão France 24. A empresa detém igualmente uma participação de 12,5% na rede de informação e de entretenimento geral TV5Monde.

## Objetivo
A sua missão é contribuir para a difusão e a promoção da língua francesa e da cultura francesa e francófona. O seu objetivo é informar sobre o mundo e a diversidade das culturas e dos pontos de vista. Semanalmente, a France 24 tem 41,7 milhões de telespectadores, a Radio France International 34,5 milhões de ouvintes e a MCD 6,7 milhões. O grupo emite em 180 países e emprega jornalistas de 66 nacionalidades.
France Médias Monde é constituída pelas três entidades seguintes:
- France 24: canal de televisão de informação contínua difundido em todo o mundo em francês, inglês, árabe e espanhol.
- Rádio França Internacional (RFI): rádio internacional de informação multilingue.
- Monte Carlo Doualiya (MCD): rádio francesa em língua árabe.

A empresa tem sido um membro ativo da União Europeia de Radiodifusão (UER) desde a sua criação.